# Darryl F. Zanuck
Darryl Francis Zanuck (5. září 1902, Wahoo – 22. prosince 1979, Palm Springs) byl americký filmový producent a scenárista švýcarského původu. Třikrát získal za své filmy Oscara za nejlepší film: How Green Was My Valley (1941), Gentleman's Agreement (1947) a Vše o Evě (1950). Dalších dvanáct jeho snímků bylo na tuto cenu nominováno (The Grapes of Wrath, Alexander's Ragtime Band, The Razor's Edge ad.). Psával scénáře pro populární komedie se psem Rin Tin Tinem. Byl jedním ze zakladatelů společnosti Twentieth Century Pictures, pozdější Twentieth Century Fox.